# Livro Vermelho (Jung)

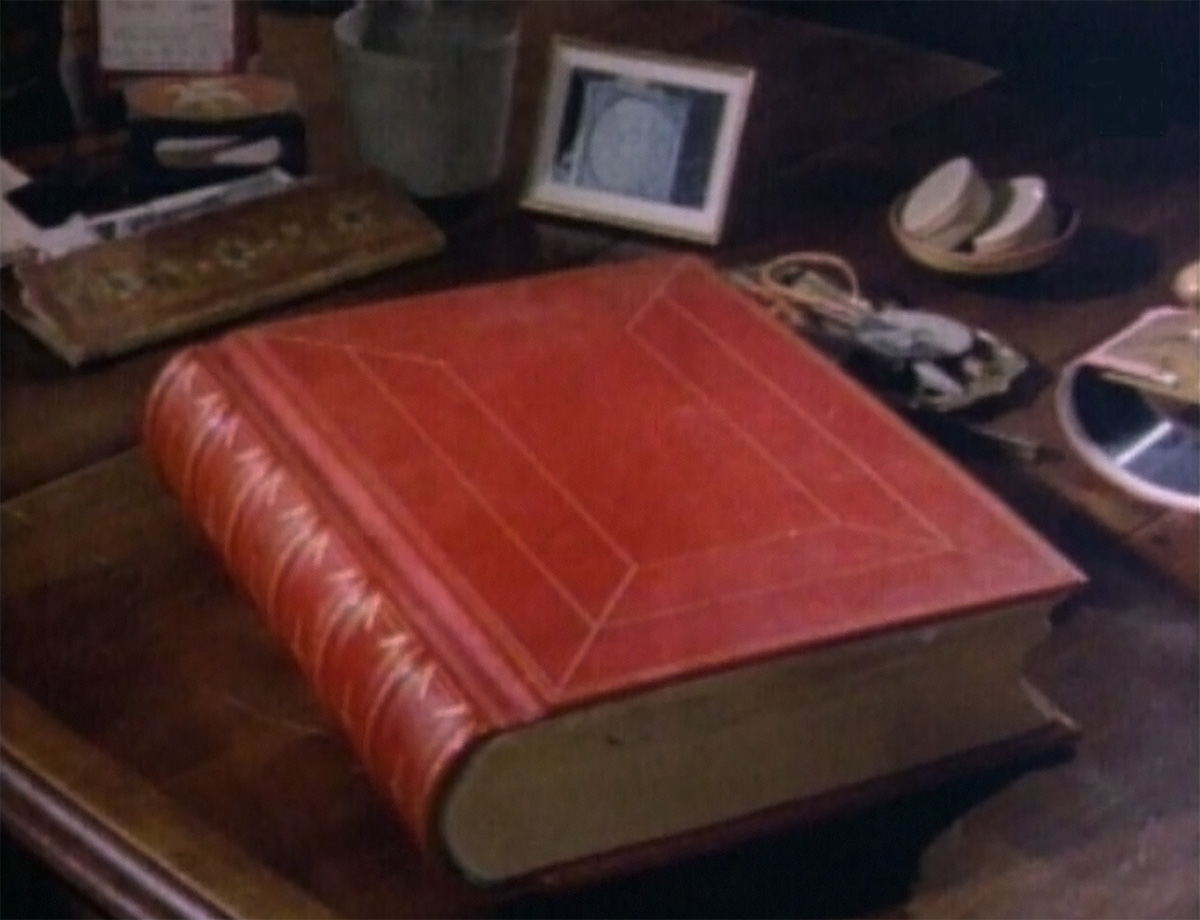
O Livro Vermelho de Carl Jung.

O Livro Vermelho, conhecido também como Liber Novus (O Novo Livro) é um manuscrito de 205 páginas escrito e ilustrado pelo psicólogo suíço Carl Gustav Jung entre, aproximadamente, 1914 e 1930, que não foi publicado nem mesmo exibido publicamente até 2009. Até 2001, seus herdeiros negaram a estudiosos o acesso ao livro, iniciado após o rompimento com Sigmund Freud em 1913. O livro foi escrito com texto caligráfico e contém diversas ilustrações.